# RRNA (adenina-N6-)-metiltransferasi
La rRNA (adenina-N6-)-metiltransferasi è un enzima appartenente alla classe delle transferasi, che catalizza la seguente reazione:
S-adenosil-L-metionina + rRNA ⇄ S-adenosil-L-omocisteina + rRNA contenente N6-metiladenina
L'enzima metila anche la 2-amminoadenosina.